# Onda de Bloch
Uma onda de Bloch (ou estado Bloch), em homenagem o físico suíço Felix Bloch, é um tipo de função de onda para uma partícula em um ambiente de repetição periódica, mais comumente um elétron em um cristal.